# Свифт, Роберт
Ро́берт Кри́стен Сви́фт (англ. Robert Christen Swift; родился 3 декабря 1985 года в Бейкерсфилде, Калифорния) — американский баскетболист. Играл на позиции центрового. Был выбран в первом раунде под двенадцатым номером на драфте НБА 2004 года клубом «Сиэтл Суперсоникс».

## Биография
Роберт Свифт привлёк внимание скаутов НБА и университетских команд во время своего выступления за баскетбольную команду маленькой католической школы «Гэрсес Мемориэл», которая благодаря ему вошла в Топ-25 американских школьных баскетбольных команд. После третьего года обучения Свифт перешёл в старшую школу «Хайлэнд», но перед самым началом началом четвёртого учебного года он ушёл в старшую школу «Бейкерсфилд». Этот переход вызвал вопросы у федерации школ Калифорнии, которая запретила Роберту играть в сезоне 2003-04, но вскоре запрет был снят, и Свифт выступал в том сезоне.
В 2004 году Роберт Свифт не пошёл в университет, а решил сразу пойти в НБА. Но к нему был интерес со стороны Университета Южной Калифорнии.

### Карьера в НБА
На драфте НБА 2004 года Свифт был выбран под общим двенадцатым номером командой «Сиэтл Суперсоникс». Свифт, чей отец — наполовину японец, стал первым игроком азиатского происхождения, который пошёл в НБА сразу из старшей школы. В первом сезоне в лиге он сыграл 16 матчей, играя за матч в среднем по 4.5 минут, набрал в среднем за матч 0.9 очков, 0.4 подборов и 0.4 блок-шотов. Во втором своём сезоне, под руководством главного тренера «Соникс» Боба Хилла, Свифт сыграл в 47 матчах (из них 20 — в стартовом составе), играя в среднем за матч по 21 минуте, набрал в среднем за игру 6.4 очков, 5.6 подборов и 1.19 блок-шотов. В 2006 году Роберт был готов играть на высоком уровне, но в предсезонной игре с «Сакраменто Кингз», проведя на площадке всего лишь одну минуту, он получил тяжелую травму колена и выбыл до конца сезона. 22 декабря 2009 года «Оклахома-Сити Тандер» разорвала контракт со Свифтом.

### Лига развития НБА
В 2009 году Роберт Свифт подписал контракт с клубом Лиги развития НБА «Бейкерсфилд Джэм». Но после двух матчей, проведённых в составе команды, Свифт покинул «Джэм» из-за личных причин.
В 2010 году Свифт выступал за малоизвестные клубы «Сиэтл Авиаторс» и «Snohomish County Ex.». Перед началом сезона 2010-11 он подписал контракт с клубом японской bj Лиги «Токио Апаче».

## Статистика

### Статистика в НБА
| Сезон                                                                                    | Команда       | Регулярный сезон | Регулярный сезон | Регулярный сезон | Регулярный сезон | Регулярный сезон | Регулярный сезон | Регулярный сезон | Регулярный сезон | Регулярный сезон | Регулярный сезон | Регулярный сезон | Серия плей-офф | Серия плей-офф | Серия плей-офф | Серия плей-офф | Серия плей-офф | Серия плей-офф | Серия плей-офф | Серия плей-офф | Серия плей-офф | Серия плей-офф | Серия плей-офф |
| Сезон                                                                                    | Команда       | GP               | GS               | MPG              | FG%              | 3P%              | FT%              | RPG              | APG              | SPG              | BPG              | PPG              | GP             | GS             | MPG            | FG%            | 3P%            | FT%            | RPG            | APG            | SPG            | BPG            | PPG            |
| ---------------------------------------------------------------------------------------- | ------------- | ---------------- | ---------------- | ---------------- | ---------------- | ---------------- | ---------------- | ---------------- | ---------------- | ---------------- | ---------------- | ---------------- | -------------- | -------------- | -------------- | -------------- | -------------- | -------------- | -------------- | -------------- | -------------- | -------------- | -------------- |
| 2004/05                                                                                  | Сиэтл         | 16               | 0                | 4,5              | 45,5             | -                | 55,6             | 0,3              | 0,1              | 0,1              | 0,4              | 0,9              | Не участвовал  | Не участвовал  | Не участвовал  | Не участвовал  | Не участвовал  | Не участвовал  | Не участвовал  | Не участвовал  | Не участвовал  | Не участвовал  | Не участвовал  |
| 2005/06                                                                                  | Сиэтл         | 47               | 20               | 21,0             | 51,5             | -                | 58,2             | 5,6              | 0,2              | 0,3              | 1,2              | 6,4              | Не участвовал  | Не участвовал  | Не участвовал  | Не участвовал  | Не участвовал  | Не участвовал  | Не участвовал  | Не участвовал  | Не участвовал  | Не участвовал  | Не участвовал  |
| 2007/08                                                                                  | Сиэтл         | 8                | 4                | 12,2             | 35,3             | -                | 100,0            | 2,3              | 0,1              | 0,6              | 0,8              | 1,8              | Не участвовал  | Не участвовал  | Не участвовал  | Не участвовал  | Не участвовал  | Не участвовал  | Не участвовал  | Не участвовал  | Не участвовал  | Не участвовал  | Не участвовал  |
| 2008/09                                                                                  | Оклахома-Сити | 26               | 10               | 13,2             | 52,1             | -                | 75,0             | 3,4              | 0,3              | 0,2              | 0,7              | 3,3              | Не участвовал  | Не участвовал  | Не участвовал  | Не участвовал  | Не участвовал  | Не участвовал  | Не участвовал  | Не участвовал  | Не участвовал  | Не участвовал  | Не участвовал  |
|                                                                                          | Всего         | 97               | 34               | 15,4             | 50,6             | -                | 61,0             | 3,9              | 0,2              | 0,3              | 0,9              | 4,3              | Не участвовал  | Не участвовал  | Не участвовал  | Не участвовал  | Не участвовал  | Не участвовал  | Не участвовал  | Не участвовал  | Не участвовал  | Не участвовал  | Не участвовал  |
| Наведите курсор мыши на аббревиатуры в заголовке таблицы, чтобы прочесть их расшифровку. |               |                  |                  |                  |                  |                  |                  |                  |                  |                  |                  |                  |                |                |                |                |                |                |                |                |                |                |                |

### Статистика в Джи-Лиге
| Сезон                                                                                    | Команда          | Регулярный сезон | Регулярный сезон | Регулярный сезон | Регулярный сезон | Регулярный сезон | Регулярный сезон | Регулярный сезон | Регулярный сезон | Регулярный сезон | Регулярный сезон | Регулярный сезон | Серия плей-офф | Серия плей-офф | Серия плей-офф | Серия плей-офф | Серия плей-офф | Серия плей-офф | Серия плей-офф | Серия плей-офф | Серия плей-офф | Серия плей-офф | Серия плей-офф |
| Сезон                                                                                    | Команда          | GP               | GS               | MPG              | FG%              | 3P%              | FT%              | RPG              | APG              | SPG              | BPG              | PPG              | GP             | GS             | MPG            | FG%            | 3P%            | FT%            | RPG            | APG            | SPG            | BPG            | PPG            |
| ---------------------------------------------------------------------------------------- | ---------------- | ---------------- | ---------------- | ---------------- | ---------------- | ---------------- | ---------------- | ---------------- | ---------------- | ---------------- | ---------------- | ---------------- | -------------- | -------------- | -------------- | -------------- | -------------- | -------------- | -------------- | -------------- | -------------- | -------------- | -------------- |
| 2009/10                                                                                  | Бейкерсфилд Джэм | 2                | 2                | 24,8             | 14,3             | -                | 75,0             | 6,0              | 0,5              | 0,0              | 1,5              | 2,5              | Не участвовал  | Не участвовал  | Не участвовал  | Не участвовал  | Не участвовал  | Не участвовал  | Не участвовал  | Не участвовал  | Не участвовал  | Не участвовал  | Не участвовал  |
|                                                                                          | Всего            | 2                | 2                | 24,8             | 14,3             | -                | 75,0             | 6,0              | 0,5              | 0,0              | 1,5              | 2,5              | Не участвовал  | Не участвовал  | Не участвовал  | Не участвовал  | Не участвовал  | Не участвовал  | Не участвовал  | Не участвовал  | Не участвовал  | Не участвовал  | Не участвовал  |
| Наведите курсор мыши на аббревиатуры в заголовке таблицы, чтобы прочесть их расшифровку. |                  |                  |                  |                  |                  |                  |                  |                  |                  |                  |                  |                  |                |                |                |                |                |                |                |                |                |                |                |

### Статистика в других лигах
| Сезон | Команда        | Лига       | GP | GS | MPG  | FG%  | 3P%  | FT%  | RPG | APG | SPG | BPG | PFL | TOV | PPG |
| --- | -------------- | ---------- | -- | -- | ---- | ---- | ---- | ---- | --- | --- | --- | --- | --- | --- | --- |
| 2018/19 | Киркулио Хихон | ЛЕБ Силвер | 33 | 30 | 22,7 | 48,9 | 28,6 | 73,8 | 4,8 | 0,8 | 0,3 | 1,0 | 2,0 | 1,5 | 8,1 |
| 2019/20 | Киркулио Хихон | ЛЕБ Силвер | 9  | 2  | 16,6 | 71,4 | 0,0  | 76,0 | 4,7 | 0,3 | 0,2 | 0,4 | 1,7 | 1,0 | 6,6 |
| 2020/21 | Киркулио Хихон | ЛЕБ Силвер | 13 | 4  | 11,5 | 48,7 | -    | 66,7 | 2,0 | 0,5 | 0,1 | 0,0 | 1,4 | 0,6 | 3,1 |
| Всего | Всего          | Всего      | 55 | 36 | 19,1 | 51,0 | 26,7 | 74,2 | 4,1 | 0,7 | 0,3 | 0,7 | 1,8 | 1,2 | 6,7 |
| Наведите курсор мыши на аббревиатуры в заголовке таблицы, чтобы прочесть их расшифровку Статистика приведена с сайта basketball.realgm.com |                |            |    |    |      |      |      |      |     |     |     |     |     |     |     |